# Edelherren von Arnsberg

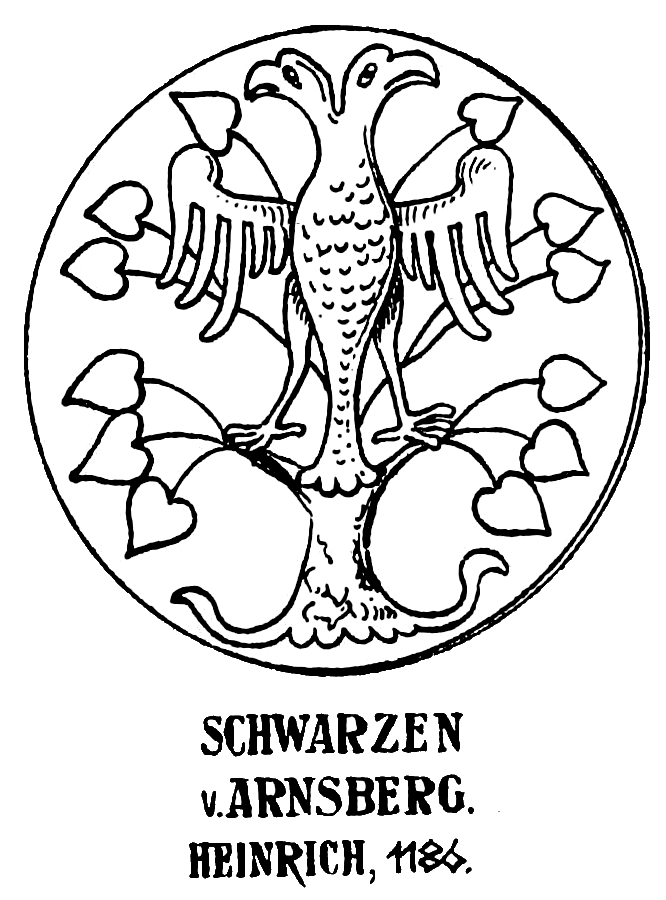
Siegel der Schwarzen von Arnsberg (Sigillum Heinrici Nigri De Arnesberg) von 1186

Die Edelherren von Arnsberg (auch schwarze Edelherren von Arnsberg genannt) waren ein mittelalterliches Adelsgeschlecht mit dem Besitzschwerpunkt bei Arnsberg in Westfalen. Sie sind zu unterscheiden von den Grafen von Arnsberg und dem Geschlecht der Rüdenberger. Unklar ist, ob es sich bei den Edelherren um eine Nebenlinie der Grafen gehandelt hat oder ob diese eine eigenständige Familie waren. Urkundlich greifbar sind sie nur zwischen 1173 und 1247.

## Herkunft
Sie dürften nach Johann Suibert Seibertz aus dem Haus der Grafen von Arnsberg hervorgegangen sein, auch der Archivar Michael Gosmann folgt dem. Es soll sich um Nachkommen des Grafen Friedrich handeln, der in der Haft seines Bruders Heinrich starb. Die Nachkommen hat der Graf mit der Übertragung von Gütern abgefunden.
Wilhelm Seissenschmidt widersprach dem, weil es keinen urkundlichen Beleg gibt, dass Friedrich Söhne gehabt hätte. Er nimmt vielmehr an, dass es sich um ein eigenständiges Dynastengeschlecht handelt, das auf die Besitzer eines Haupthofes (curtis) mit einigen Nebenhöfen (mansi) in der Arnsberger Mark zurückgeht, der bereits in karolingischer Zeit genannt wurde. Während die beiden anderen alten Höfe in der Gegend ihre Güter dem Kloster Werden aufgetragen hatten, blieb danach ein dritter Hof unabhängig. Dieser soll im Bereich des heutigen Stadtquartiers Dickenbruch gelegen haben. Auch als im 11. Jahrhundert die Werler Grafen die beiden anderen Höfe erwarben, konnte der dritte Hof seine Unabhängigkeit zunächst bewahren. Diese sollen sich, bevor die Grafen den Namen Arnsberg annahmen, bereits von Arnsberg genannt haben. Seissenschmidt nimmt weiter an, dass die Grafen durch Heirat mit einer Tochter aus dem Haus der Edelherren von Arnsberg einen Teil des Besitzes erwarben, auf denen sie später die Burg Arnsberg errichteten.
Ihren Stammsitz und Burg, dessen Namen nicht bekannt ist, hätten die Edelherren zwischen 1167 und 1191 an Erzbischof Philipp I. von Heinsberg für 150 Mark verkauft. Obwohl Edelherren traten sie damit in ein Lehnsverhältnis zu den Kölner Erzbischöfe. Durch diesen Schritt konnten sie ihren Besitz vor dem Zugriff stärker werdender Herren, wie den Grafen von Werl-Arnsberg, bewahren und konnten von den Erzbischöfen weitere Lehen erhalten, die sie an Aftervasallen weitergeben konnten. Insbesondere wenn die Erzbischöfe in Soest Hof hielten, waren auch die Arnsberger Edelherren dort anwesend und waren Zeugen erzbischöflicher Urkunden. Bereits Karl Féaux de Lacroix hat diese Thesen von Seissenschmidt weitgehend verworfen.
Die Edelherren hatten in der Zeit ihrer urkundlichen Erwähnung neben kölnischen Lehen auch solche der Grafen von Arnsberg inne. Daher dienten sie auch diesen als Zeugen. Der Nähe zu den Erzbischöfen wie der Grafen verdankten die Edelherren beträchtliche Lehen.

## Geschichte
Der erste namentlich bekannte Vertreter des Geschlechts war ein Heinrich. Die erste Nachricht stammt aus einer Urkunde des Erzbischofs Philipp aus dem Jahr 1173. Dort erscheint er in der Reihe der Zeugen als Letzter unter den Grafen und Edlen vor den Ministerialen. Folgt man Seissenschmidt hatte dieser zwei Söhne, die beide ebenfalls Heinrich hießen. Der eine wurde zur Unterscheidung der Schwarze (niger) genannt. Die beiden Brüder werden 1179 genannt.
Zum ersten Mal als der Schwarze (Heinricus Niger) wurde ein Bruder in einer Urkunde von 1182 für das Kloster Wedinghausen genannt. Nur von diesem und seinen Nachkommen gibt es urkundliche Belege, der andere Bruder dürfte verstorben sein ohne Nachkommen zu hinterlassen.
Im Jahr 1185 erscheint er in einer Urkunde für das Kloster Oelinghausen. Ein Jahr später ist von ihm selbst eine Urkunde überliefert, in der er dem Kloster Wedinghausen einen Hof in Massen schenkt. Zu dieser Zeit war er verheiratet und hatte wohl Kinder. Als Zeugen werden genannt der Graf von Altena sowie die Edelherren von Rüdenberg und von Ardey. Es folgen weitere urkundliche Nennungen in den folgenden Jahren. Zum letzten Mal wird er 1217 in der Urkunde genannt, die Graf Gottfried II. auf dem Weg zum Kreuzzug von Damiette zu Gunsten von Wedinghausen ausstellte. Er starb möglicherweise auf dem Kreuzzug im Alter von etwa 60 Jahren.
Der gleichnamige Sohn des ersten Heinrich wird erstmals 1213 urkundlich genannt. Er erscheint in den Urkunden bis 1244 alleine. Dabei ist er als Edelherr immer unter den edelsten Zeugen. Er wird auch als Edelherr und Ritter (Miles) bezeichnet. Erstmals 1245 ist von einer Ehefrau und Kindern die Rede. Seine Frau hieß Ermgardis. Dabei tritt er bei einem Verkauf zu Gunsten des Klosters Welver als Lehnsherr auf. Zum letzten Mal ist von ihm 1247 die Rede.
Dessen Tochter Elisabeth heiratete den Edelherren Adolf von Holte. Die von den Arnsberger Grafen erhaltenen Lehen fielen an Graf Ludwig zurück. Seissenschmidt meint noch eine weitere Tochter, die einen Ritter Gerlacus geheiratet hat, identifizieren zu können. Dieser taucht 1261 als Zeuge in einer Urkunde von Adolf von Holte auf. Auch ein Sohn mit Namen Helyas soll es danach gegeben haben. Dieser stammte aber nicht aus einer ebenbürtigen Ehe, da er als Zeuge nicht unter den Edelherren, sondern stets unter den Ministerialen erscheint. Der aus der Ehe der Elisabeths mit Adolf von Holte hervorgegangene Sohn Heinrich von Holte war der letzte Vertreter der Edelherren von Arnsberg. Dieser war Geistlicher und hatte damit keine Kinder.

## Wappen
Das Wappen zeigte, wie das der Grafen, einen aufsteigenden Adler, jedoch mit zwei Köpfen. Das Siegel des „Heinrich Schwarzer von Arnsberg“ (Sigillum.Heinrici.Nigri.De.Arnesberg) von 1186 zeigt den Doppeladler auf einem Lindenbaum stehend.